# Matteo B. Bianchi
Matteo B. Bianchi, all'anagrafe Matteo Bianchi (Locate di Triulzi, 18 aprile 1966), è uno scrittore e autore televisivo italiano.

## Biografia
Inizia a scrivere subito dopo il liceo collaborando con alcune fanzine e creandone una insieme a Tito Faraci, Anestesia Totale, dedicata al rock indipendente italiano.
Nel 1993 pubblica nella collana Millelire di Stampa Alternativa il lungo racconto autobiografico sulla sua esperienza di lavoro in un centro di assistenza per bambini psicotici, dal titolo provocatorio Non si può mica fare il bagno con queste troie di onde.
Nel 1994 sempre nei Millelire pubblica La cosa più bella di Firenze è McDonald's, una raccolta di aforismi di Andy Warhol, da lui scelti e tradotti.
Gli viene l'idea della "Letteratura spot", racconti che hanno come protagonisti i personaggi delle pubblicità televisive e vengono pubblicate (da Tempi Stretti) due antologie: Kaori non sei unica (1995) e Miguel son sempre mi (1996). Cura, inoltre, l'edizione italiana di due antologie di narrativa omosessuale americana: Uomini su uomini (1996) e Non provate a definirci (1997) per Stampa Alternativa .
In quel periodo fonda quella che diventerà la sua fanzine ufficiale: ‘tina - La rivistina di Matteo B. Bianchi, una pubblicazione indipendente dedicata alla narrativa giovanile italiana che continua a curare sino a oggi.
Scrive Generations of love, il suo primo romanzo che viene pubblicato nel 1999 da Baldini & Castoldi.
Partecipa alla creazione della trasmissione Dispenser di Radio 2 RAI, della quale diventa caporedattore per sette anni, e in seguito approda come coautore alla trasmissione Very Victoria (di MTV), condotta da Victoria Cabello. Con la stessa conduttrice lavorerà anche ai programmi Victor Victoria (La7 - 2009/10) e Quelli che il calcio (Rai Due, 2011/13).
Decide intanto di riprendere in mano il primo racconto uscito nella collana Millelire e di ampliarlo, dando vita così al suo secondo romanzo Fermati tanto così (uscito nel 2002 per Baldini & Castoldi).
Dopo la messa in scena della sua commedia teatrale Bigodini, interpretata con successo da Platinette e Benedetta Mazzini, nel 2004 pubblica (con la casa editrice Fernandel) Mi ricordo, un elenco di ricordi d’infanzia ispirato all’opera I remember dell’artista americano Joe Brainard.
Nel 2006 esce il suo terzo romanzo: Esperimenti di felicità provvisoria (Baldini Castoldi Dalai editore) e la favola natalizia Tu Cher dalle stelle (Playground).
Nel 2008 collabora come autore al programma Stasera Niente Mtv con Ambra Angiolini (MTV). Nello stesso anno realizza, in collaborazione con Giorgio Vasta, il Dizionario affettivo della lingua italiana (pubblicato da Fandango), volume che raccoglie oltre 300 voci firmate da altrettanti scrittori italiani che forniscono una personale definizione delle loro parole più amate.
Nell'ottobre 2010 pubblica per Marsilio il quarto romanzo Apocalisse a domicilio.
Nel 2011 pubblica in volume due nuovi racconti: Gatta gatta (:duepunti edizioni) e Al sangue, edito nella collana Inediti d'autore per il Corriere della Sera. Nello stesso anno esce anche il memoriale Sotto Anestesia- Furibonde avventure new-wave di provincia per l’editore Terre di mezzo.
Dal 2014 partecipa alla creazione del late night EPCC – E poi c’è Cattelan (Sky Uno), condotto da Alessandro Cattelan, lavorando come co-autore alle prime cinque stagioni dello show, fino al 2018.
Contemporaneamente entra nel gruppo di lavoro di X-Factor, curando diverse edizioni del programma Extra Factor / Strafactor (Sky Uno).
Nel 2016 pubblica Generations of love – Extensions (Fandango), versione ampliata del suo romanzo d’esordio.
Il suo quinto romanzo, Maria accanto, esce nel 2017, sempre per Fandango.
Nel 2018 pubblica la biografia Yoko Ono – Dichiarazioni d’amore per una donna circondata d’odio (Add editore) e l’anno seguente cura per l’etichetta discografica Labellascheggia “SuONO”, album tributo dedicato all’opera musicale di Yoko Ono con brani di Boosta, Myss Keta, Popolus, Egokid, i Camillas e altri musicisti della scena indie italiana.
A partire dal 2018 inizia la collaborazione con StorieLibere.fm per la produzione di podcast originali: realizza le serie Esordienti. Errori da non fare (un tutorial dedicato ai narratori alle prime armi) e ‘tina (registrato live in diversi locali), ma soprattutto Copertina, appuntamento quindicinale di consigli letterari, tuttora in onda.
Nel 2018 esce il Nuovo dizionario affettivo della lingua italiana (edizione riveduta e aggiornata del precedente, sempre per Fandango e sempre con la collaborazione di Giorgio Vasta).
Nel 2019 collabora con Geppi Cucciari come autore nel programma Rai Pipol (Rai Tre).
Nel 2023 pubblica per Mondadori il memoir La vita di chi resta, presentato al Premio Strega 2023 e vinictore del Premio Stresa.

## Opere

### Narrativa
- Generations of love, Baldini & Castoldi, 1999.
- Fermati tanto così, Baldini & Castoldi, 2002. ISBN 88-8490-119-7
- Mi ricordo, Fernandel, 2004. ISBN 88-87433-43-7 (elenco di ricordi dell'autore)
- Esperimenti di felicità provvisoria, Baldini Castoldi Dalai Editore, 2006. ISBN 88-8490-864-7
- Tu Cher dalle stelle. Una favola di Natale, Playground, 2006. ISBN 88-89113-20-0
- Apocalisse a domicilio, Marsilio Editori, 2010. ISBN 978-88-317-0725-1
- Generations of love – Extensions, Fandango libri, 2016, ISBN 8860444934
- Maria accanto, Fandango libri, 2017, ISBN 8860445043
- La vita di chi resta, Mondadori, 2023. ISBN 978-88-0476-153-2

### Saggistica
- Yoko Ono. Dichiarazioni d'amore per una donna circondata d'odio, Add editore, 2018. ISBN 8867832018

### Racconti
- Non si può mica fare il bagno con queste troie di onde, Stampa Alternativa, 1993.
- Al sangue, Corriere della Sera RCS, 2011
- Gatta Gatta, :duepunti edizioni, 2011, ISBN 978-88-8998-756-8
- Sotto Anestesia. Furibonde avventure new wave di provincia, Terre di Mezzo editore, 2011. ISBN 978-88-6189-162-3

### Racconti apparsi in antologie
- Men On Men. Antologia di racconti gay, Oscar Mondadori, 2002. ISBN 88-04-50509-5
- Patrie impure. Italia, autoritratto a più voci, Rizzoli, 2003. ISBN 88-17-87107-9
- Essere magri in Italia. Antologia di racconti bulimici, Coniglio Editore, 2005. ISBN 88-88833-40-4
- Dire, fare, zanzare, in Bugs, Edizioni BD, 2008. ISBN 978-88-6123-213-6
- Lavoro da morire. Racconti di un'Italia sfruttata, Einaudi, 2009. ISBN 88-06-19649-9
- Ti vengo a cercare. Interviste impossibili, Einaudi, 2011, ISBN 8806207458
- Fragile, in Granta Italia, n. 2 Sesso, Rizzoli 2011, ISBN 978-88-1705-329-7

### Antologie curate da Matteo B. Bianchi
- La cosa più bella di Firenze è McDonald's. Aforismi mai scritti, Stampa Alternativa, 1994, (raccolta di aforismi di Andy Warhol scelti e tradotti da Matteo B. Bianchi)
- Kaori non sei unica. La prima antologia di letteratura spot, Tempi Stretti, 1995. ISBN 88-86549-07-5 (antologia di racconti)
- Miguel son sempre mi, Tempi Stretti, 1996 (antologia di racconti)
- Uomini su uomini. Nuova letteratura gay americana, Stampa Alternativa, 1996. ISBN 88-7226-311-5 (antologia a cura di George Stambolian, edizione italiana a cura di Matteo B. Bianchi)
- Italiane duemilaquattro. Nuove voci della narrativa italiana, La Tartaruga Edizioni, 2004. ISBN 88-7738-409-3 (antologia curata con Laura Lepetit)
- Scontrini. Racconti in forma di acquisto, Baldini Castoldi Dalai Editore, 2004. ISBN 88-8490-675-X (antologia curata con Valerio Millefoglie)
- Dizionario affettivo della lingua italiana, Fandango Libri, 2008. ISBN 88-6044-065-3 (antologia curata con Giorgio Vasta)
- Nuovo dizionario affettivo della lingua italiana, Fandango Libri, 2019. ISBN 9788860446091 (antologia curata con Giorgio Vasta)

### Podcast
- Esordienti. Errori da non fare, StorieLibere.fm
- tina, StorieLibere.fm
- Copertina, StorieLibere.fm

### Altro
- SuONo (album tributo dedicato a Yoko Ono), Labellascheggia, 2018

### Fanzine
- 'Tina. La rivistina di Matteo B. Bianchi, autoprodotta, 1995-presente. (fanzine disponibile online in formato pdf)[3]

## Teatro
- Bigodini commedia di Matteo B. Bianchi, con Platinette e Benedetta Mazzini

## Radio/Televisione
- Dispenser (Radio 2 RAI) (coredattore)
- Very Victoria (MTV) (coautore)
- Stasera niente MTV (MTV) (coautore)
- Victor Victoria (LA7) (coautore)
- Quelli che il calcio (Rai 2) (coautore)
- EPCC - E poi c'è Cattelan (Sky Uno)
- Strafactor / ExtraFactor (Sky Uno)
- Rai Pipol (Rai 3) (coautore)